# Scoparia parmifera
Scoparia parmifera là một loài bướm đêm trong họ Crambidae.